# Papari
Papari ist ein Dorf in Bosnien und Herzegowina in der Gemeinde Bihać.

## Bevölkerung
2013 lebten in Papari 511 Menschen.
| Ethnie    | Anzahl | Anteil in Prozent |
| --------- | ------ | ----------------- |
| Bosniaken | 486    | 95,1 %            |
| Serben    | 1      | 0,2 %             |
| Kroaten   | 1      | 0,2 %             |
| Sonstige  | 23     | 4,5 %             |
| Total     | 511    | 100 %             |